# Musotima tanzawensis
Musotima tanzawensis is een vlinder uit de familie van de grasmotten (Crambidae). De wetenschappelijke naam van de soort is voor het eerst gepubliceerd in 1985 door Yutaka Yoshiyasu.
De soort komt voor in Japan (Shikoku).